# Сарьозі-Мійона
Сарьозі́-Мійона́ (тадж. Сарёзи миёна) — село у складі Хатлонської області Таджикистану. Входить до складу Зірацького джамоату Кулобського району.
Колишня назва — Комсомол.
Населення — 1241 особа (2010; 1182 в 2009).